# Intendente Saguier (premetro de Buenos Aires)
Intendente Julio César Saguier es una estación ferroviaria del Premetro de la red ferroviaria argentina, en el ramal que une esta estación con las estaciones terminales Centro Cívico y General Savio, en el sur de esta línea. Debe su nombre al ex intendente porteño Julio César Saguier, en cuya gestión se inició la construcción del Premetro.
Conforma un centro de transferencia con la estación Plaza de los Virreyes-Eva Perón de la línea E de Subtes.
En esta estación empiezan los ramales hacia General Savio y Centro Cívico

## Inauguración
Se inauguró el 27 de agosto de 1987, junto con las otras estaciones del Premetro. Ya en abril de 1987 se había iniciado las pruebas piloto de la línea entre Plaza de los Virreyes y Ana María Janer con los primeros pasajeros.

## Remodelación
Como parte de un plan de renovación del Premetro, la estación fue renovada en 2015, reabriendo el 14 de octubre de ese año. Las remodelaciones fueron estéticas. Se reacomodaron molinetes, boleterías y locales comerciales, además de sumarse otros. En una segunda etapa de la obra se extenderán los andenes y se construirá una tercera vía. Durante dichas obras, en junio de 2015 se levantó un tinglado que provocó una inundación en la estación Plaza de los Virreyes del Subte.

## Ubicación
Se ubica en la intersección de las avenidas Lafuente y Eva Perón, ocupando un sector de la Plaza Túpac Amaru. Dicha plaza perdió parte de su espacio en 1986 por la construcción de la estación de transferencia.

## Decoración
En enero de 2016 se creó un mural, obra de Martín Ron y vecinos del barrio de Flores, homenajeando a un gato que vive en la estación.

## Imágenes

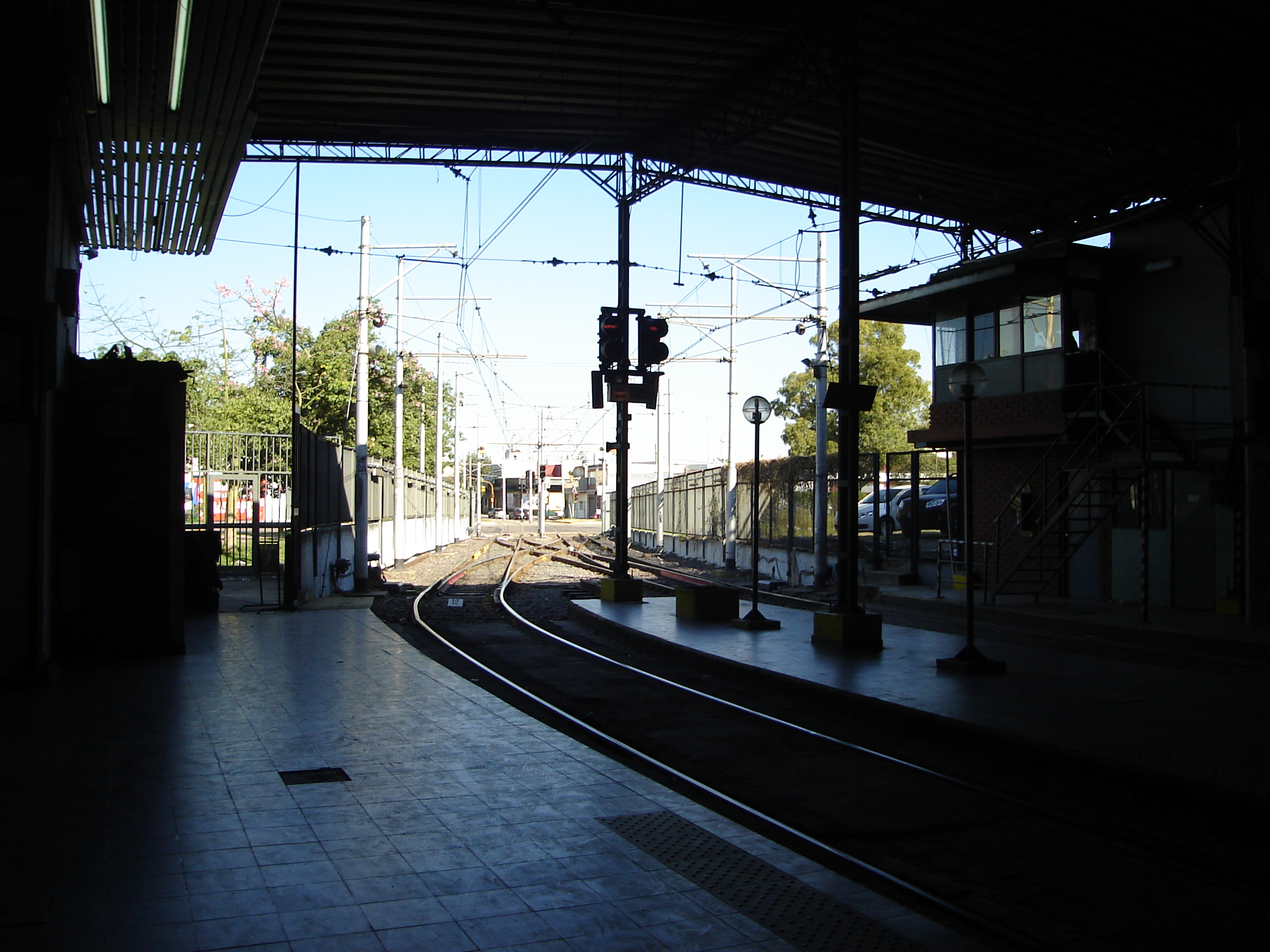
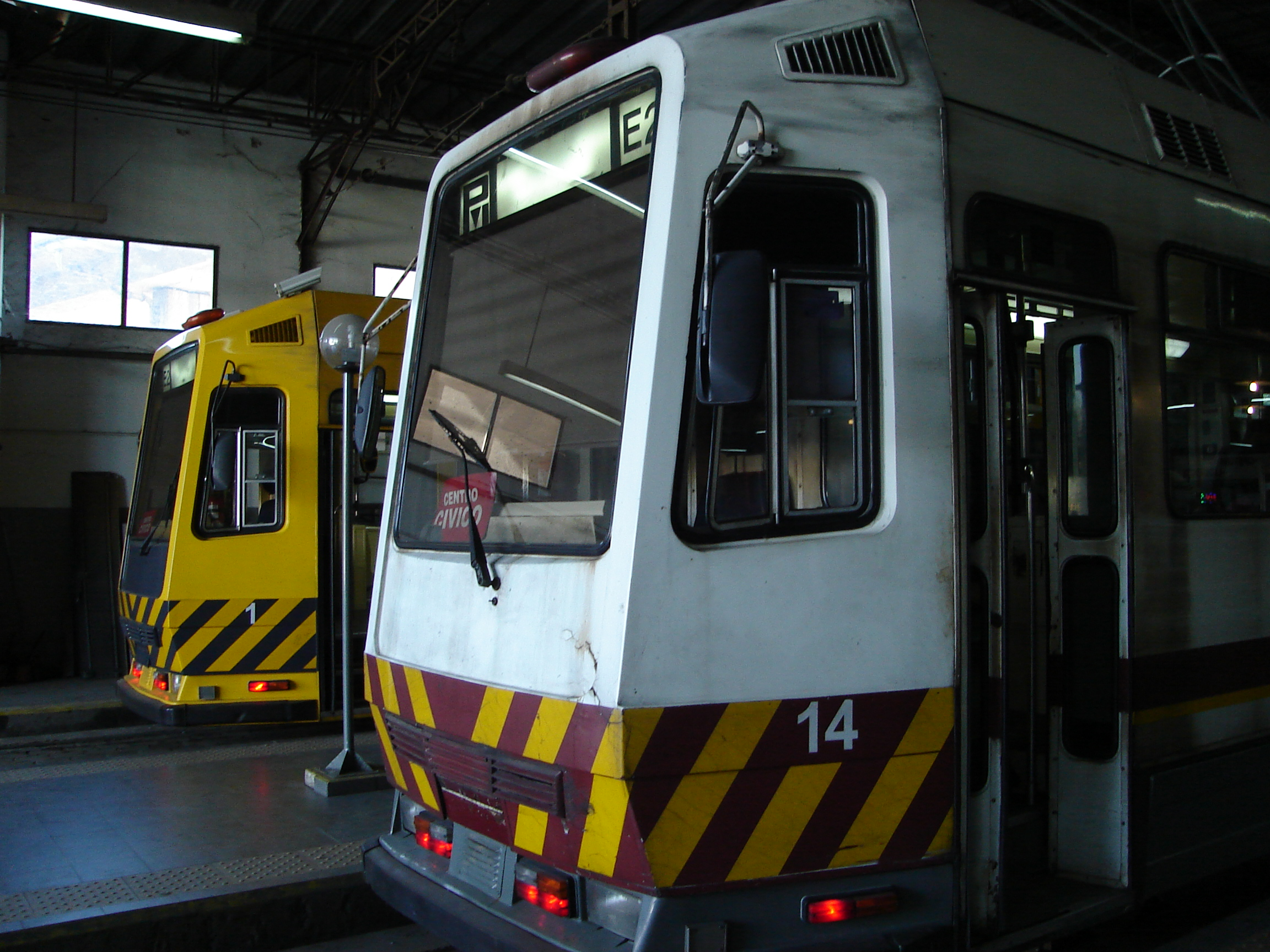
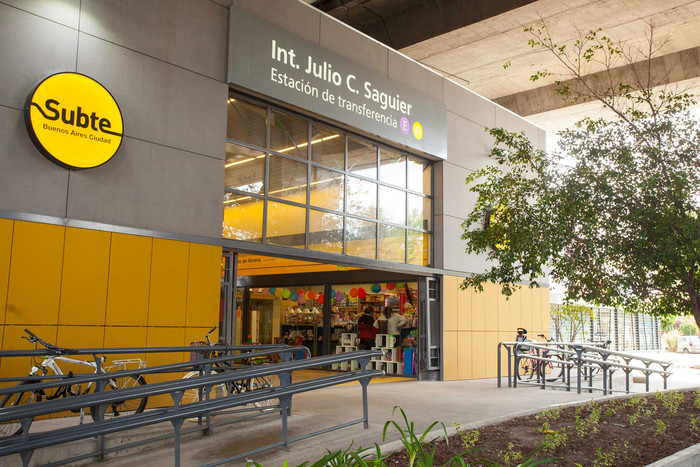
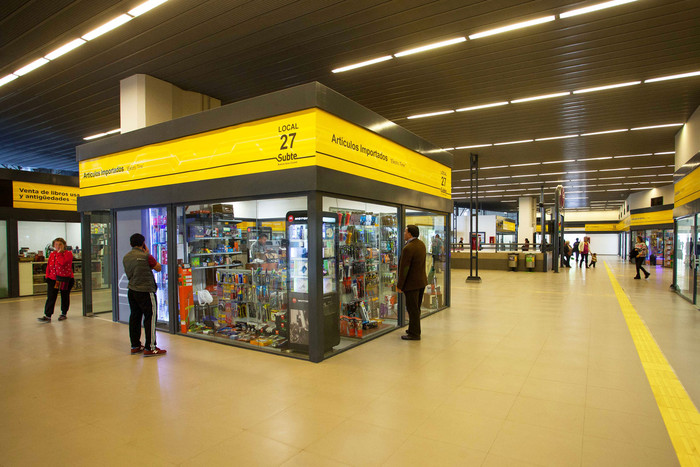
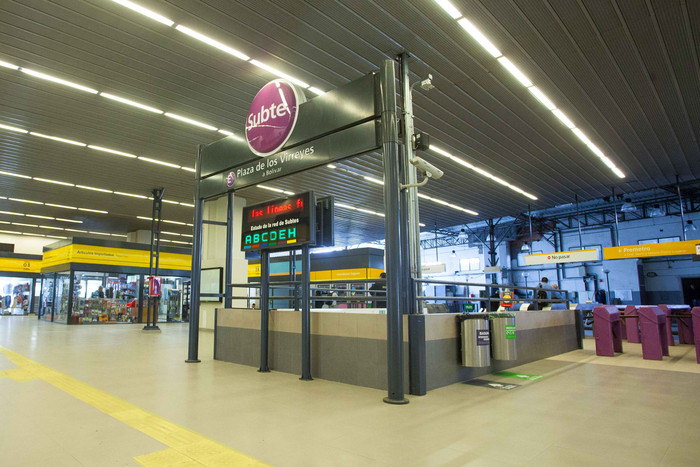
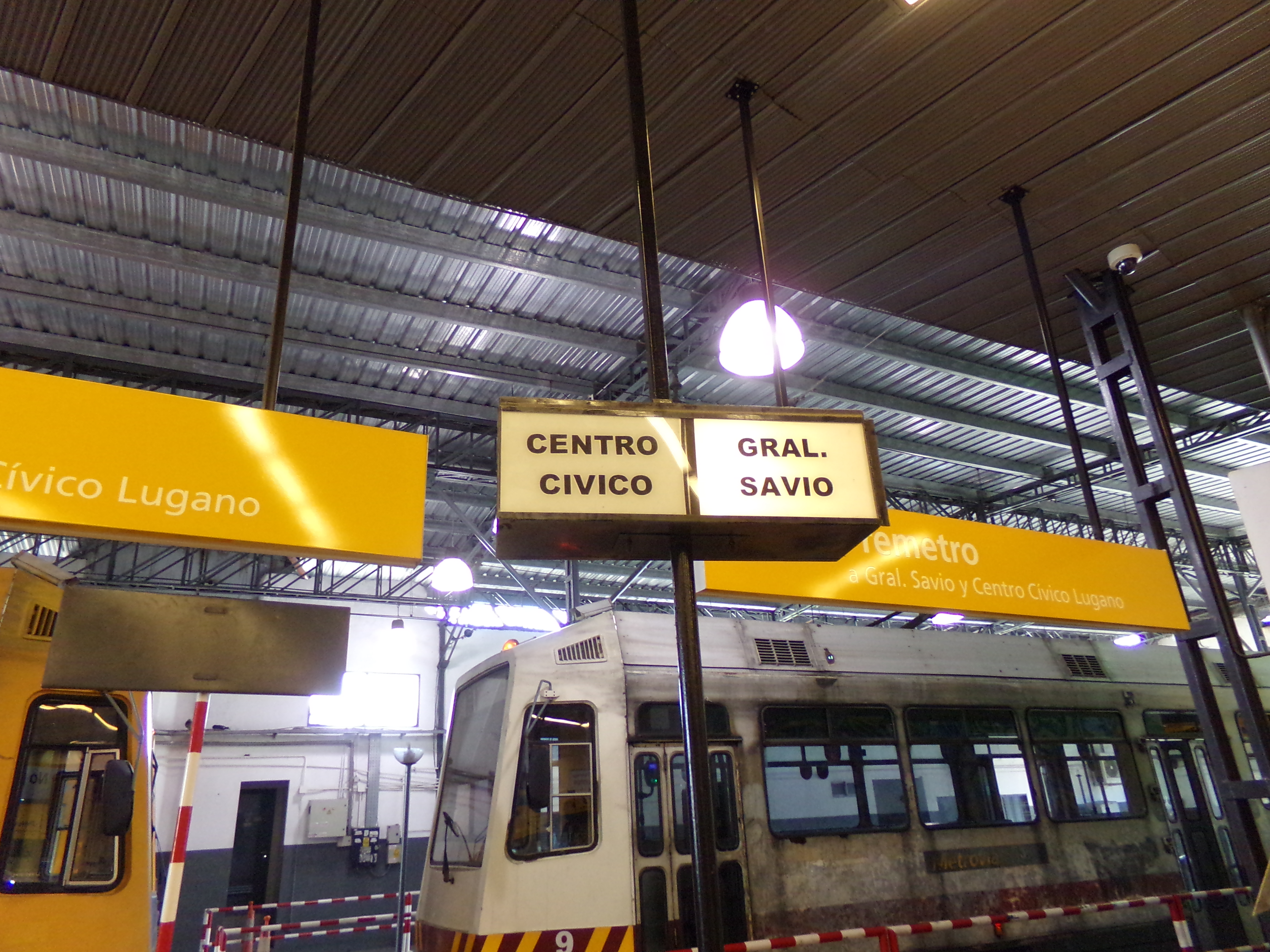
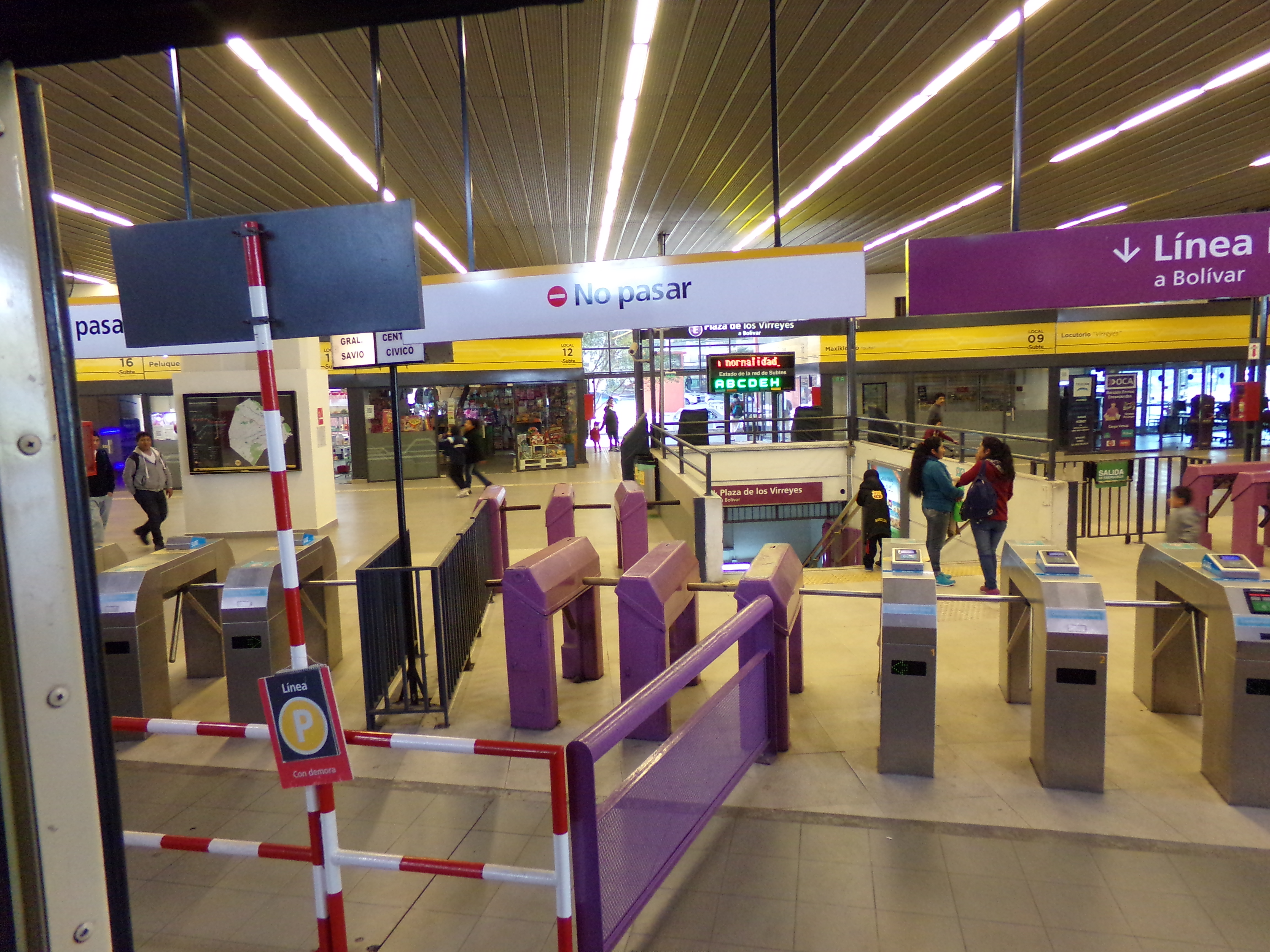
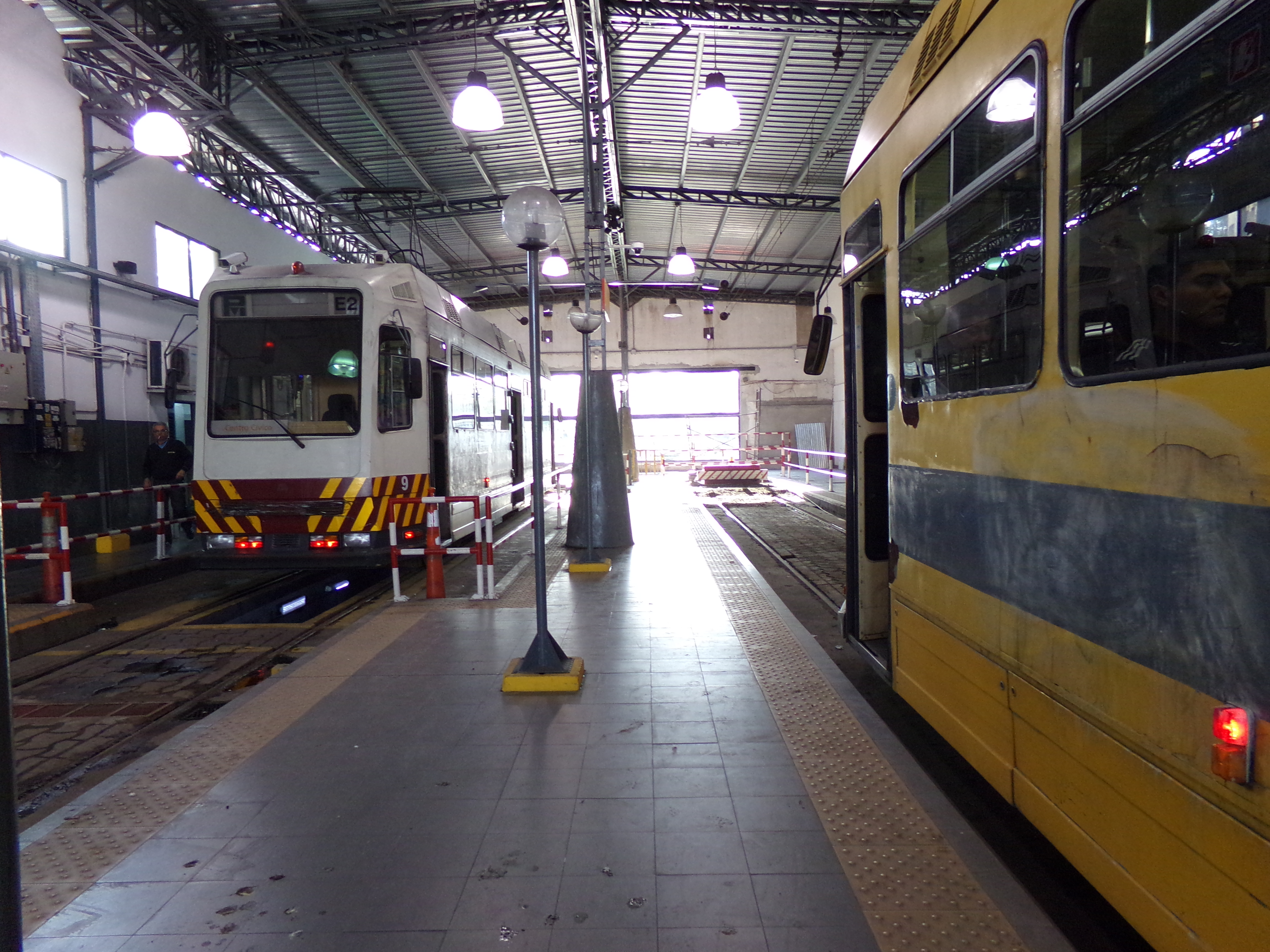
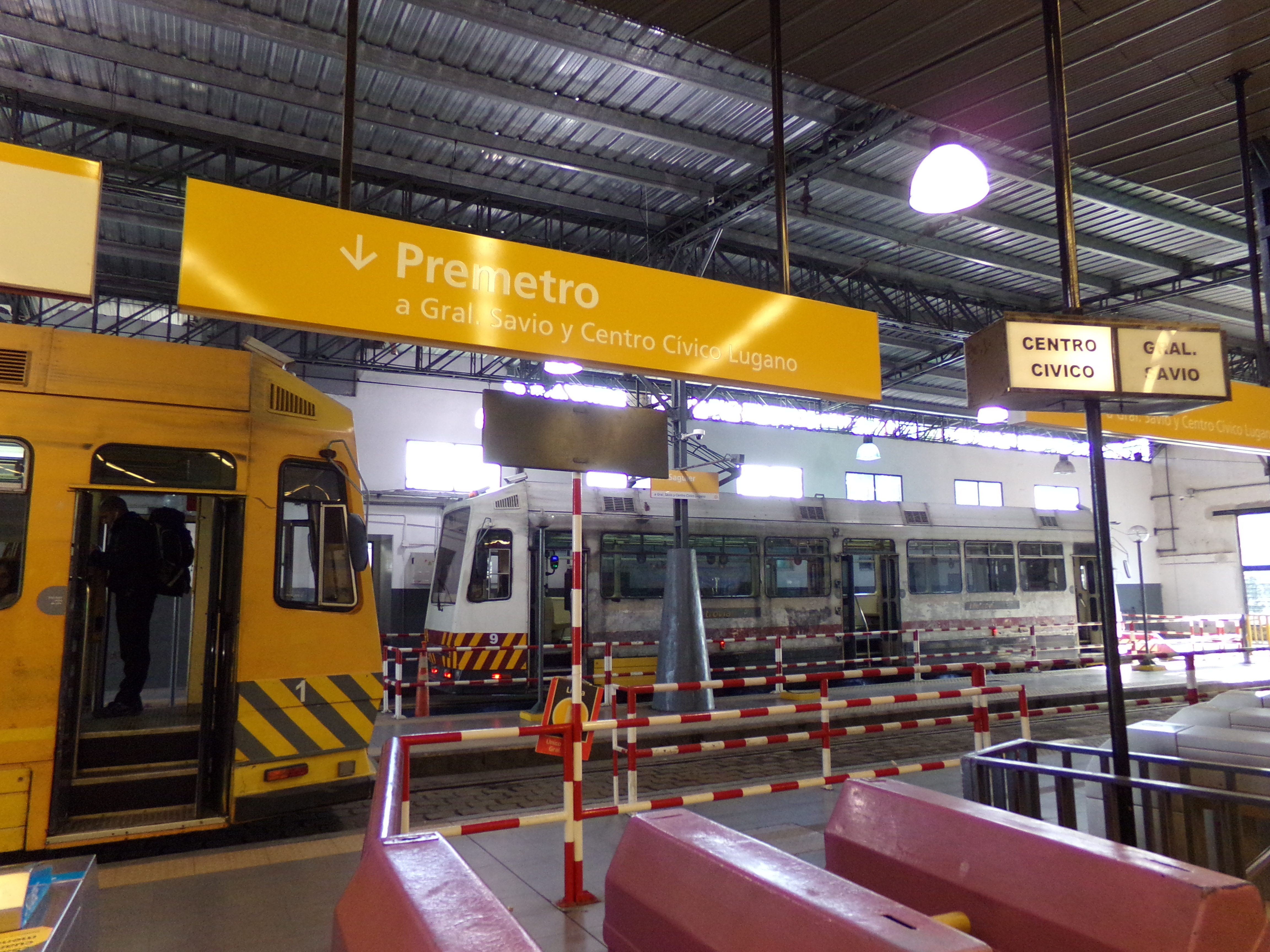